# Yenith Bailey
Yenith Elizabett Bailey de la Cruz (* 29. März 2001 in Panama-Stadt) ist eine panamaische Fußballtorhüterin.

## Karriere

### Klub
Anfang 2018 wechselte sie vom San Francisco FC zu Sporting San Miguelito. Im darauffolgenden Jahr ging es für sie dann beim Tauro FC weiter, wo sie aber auch nur bis zum Sommer 2019 verblieb und danach nach Paraguay ging. Dort verbrachte sie ein halbes Jahr bei Libertad/Limpeño und kehrte Anfang 2020 wieder zum Tauro FC zurück. Ihr nächster Wechsel ins Ausland, geschah dann Anfang 2021, wo sie nach Kolumbien zu Atlético Nacional wechselte.
Nach einem halben Jahr hier, kehrte sie dann aber auch wieder in ihre Heimat zurück und war wieder ein halbes Jahr für den Tauro FC aktiv. Im Januar 2022 ging es für sie dieses Mal nun nach Costa Rica. Hier spielte sie nun bis Ende Februar 2023 für Dimas Escazú. Seitdem ist sie wieder Teil der Mannschaft von Tauro.

### Nationalmannschaft
Für die panamaische A-Nationalmannschaft kam sie am 27. August 2018 zu ihrem ersten bekannten Einsatz, wo sie bei dem Qualifikationsspiel zum Gold Cup 2018 bei einem 4:0-Sieg über Nicaragua im Tor stand. Auch beim finalen Turnier war sie als Stammtorhüterin ihrer Mannschaft aktiv und erzielte allein in der Gruppenphase 24 Paraden. Zwar schaffte sie es mit ihrer Mannschaft nur auf den vierten Platz, jedoch gewann sie am Ende des Turniers den Goldenen Handschuh und wurde in die Elf des Turniers gewählt. Durch diese Platzierung hatte sie mit ihrer Mannschaft in den Playoffs für die Weltmeisterschaft 2019 zwar noch eine Chance sich für die Endrunde zu qualifizieren, scheiterte hier aber im Hin- und Rückspiel an Argentinien.
Im nächsten Jahr ging es für sie dann stattdessen beim Turnier der Panamerikanischen Spiele 2019 weiter, wo sie mit ihrem Team auf dem sechsten Platz landete. Danach folgten noch Partien in der Olympia-Qualifikation 2020 sowie Freundschaftsspiele. Nach ein paar Einsätzen in der Qualifikation, vertrat sie ihr Team dann auch wieder bei der CONCACAF W Championship 2022 im Tor. Zwar schied sie mit ihrer Mannschaft hier bereits in der Gruppenphase aus, jedoch schaffte sie es mit ihrem Team in den Playoffs diesmal durch Sieg über Papua-Neuguinea und Paraguay sich erstmals in der Geschichte mit ihrer Mannschaft für eine WM zu qualifizieren. Nach einem weiteren Freundschaftsspiel stand sie dann auch bei der Weltmeisterschaft 2023 als Stammtorhüterin im Tor.